# 周正峯
周正峯（？—？），字君履。福建福清人，清朝政治人物、進士出身。

## 生平
雍正十一年（1733年）癸丑科進士，二甲第二十四名，改庶吉士，授翰林院编修。